# Dalbergia louisii
Dalbergia louisii är en ärtväxtart som beskrevs av Arthur John Cronquist. Dalbergia louisii ingår i släktet Dalbergia, och familjen ärtväxter. IUCN kategoriserar arten globalt som livskraftig. Inga underarter finns listade i Catalogue of Life.